# 魔法少女小圓
《魔法少女小圓》（日语：魔法少女まどか☆マギカ）是由日本動畫公司SHAFT製作、新房昭之執導、2011年1月開始播放的原創電視動畫，全12話。
本作是電視動畫史上獲獎最多，最賣座且最重要的作品之一。作為當代日本文化成就，曾獲頒星雲獎、第15屆日本新媒體動漫藝術節動畫部門大賞，名列神戶、東京動畫獎並取得Newtype動畫獎18項提名暨14項大獎，享有知識意義、歷史地位與社會影響力。
系列暫止於劇場版第3作［新篇］，現已預定于2026年2月發佈第4作。其餘衍生商品及手機遊戲「外傳」企劃亦持續推進中。

## 概要
故事時序
| 第1至11話            |  |
|                      |  |
| 最終話A與B-PART      |  |
|                      |  |
| ［魔獸篇］           |  |
|                      |  |
| 最終話C-PART         |  |
|                      |  |
| ［新篇］             |  |
|                      |  |
| 〈瓦爾普吉斯之迴天〉 |  |
|                      |  |

故事以旁觀者・中學生鹿目圓的視角，描寫以實現願望為代價的「魔法少女」與敵人作戰的嚴酷命運。本作旨在對魔法少女的定型文本引入創新性，與其說是魔法少女（角色）的故事，更接近以魔法少女為創作主題的黑暗奇幻・心理驚悚作品。日文原文名稱的譯自拉丁語的一詞，是的陰性型態，意譯為「魔法的」，但在官方中譯「魔法少女小圓」中被省略了。
自2000年代後半開始，新房昭之與SHAFT公司已發表許多電視動畫系列作品，並將原創動畫製作視為下一目標。本作的企劃在岩上敦宏加入後正式啟動。新房與岩上曾在《向陽素描》、《化物語》這2部暢銷動畫展開合作。主要製作陣容包括有：Nitro+所屬作家虛淵玄負責全12話劇本暨劇本統籌、漫畫家蒼樹梅負責角色原案、梶浦由記負責音樂譜曲、劇團狗咖哩負責異空間設計。如此，細緻沈重的劇本、漂亮可愛的畫風、史詩感的異域曲風、衝突感的珂拉琪技法，一同構成本作「恐怖童話」的面貌。
本作首播時曾因東日本大地震而一度全線停播，但仍贏得廣泛迴響並引發日本社會現象，取得紀錄空前的藝術榮譽與商業成績。包括全球創收突破400億日圓（2013年）、佔有日本深夜動畫歷史總銷量第1名、電視動畫歷史總銷量第5名（本世紀第2名）且持續壟斷日本市場藍光光碟（BD）的首週、單卷暨總銷售成績（且涵蓋前3名）；摘取電視動畫史上最多的獎，屢次獲得讀賣新聞、NHK、專業雜誌《Newtype》與法國《AnimeLand》主辦各項首獎的殊榮。完結數年間，陸續獲選為日本政府「酷日本」戰略推進作品及首屆AnimeJapan徵選24部日本動畫半世紀代表作之一。總體上，《魔法少女小圓》被普遍視為一部傑出的科幻、推理、恐怖暨魔法少女故事。
在原作的基礎上，延伸作品遍及漫畫、小說、電子遊戲等多種媒體。2012年推出總集篇動畫電影《［前篇］起始的物語》《［後篇］永遠的物語》，2013年推出完全新作《［新篇］叛逆的物語》，其成為第一部突破20億日圓票房的深夜動畫延伸電影，在同類電影的BD首週暨總銷售成績中名列第一。2020年1月推出手機遊戲改編動畫《魔法紀錄 魔法少女小圓外傳》。正統續作尚在製作中。
2021年1月7日，電視動畫首播10周年紀念網站上線，公開了紀念插畫以及主要班底、久保田光俊（SHAFT代表取締役社長）、悠木碧等人的寄語。同年4月25日10周年紀念活動「魔法少女小圓 10th Anniversary Stage」宣布將製作銜接［新篇］的第4部劇場版新作《劇場版 魔法少女小圓〈瓦爾普吉斯之迴天〉》，主要班底、角色與前作相同。

## 故事簡介

### 舞台設定
故事舞台位於虛構的見瀧原（日语：／ Mitakihara）市。城中充斥著可能實現的新科技，因此劇中的現代世界充滿未來感，許多建築物以杜拜、美國、歐洲與日本群馬縣的真實建築為範本。在設定中，見瀧原是近幾年新開發的地方都市，新興住宅區毗鄰人工的景觀綠地以及小溪，郊外則有風力發電設施、水門以及工廠等。見瀧原作為行政區，有時被稱為「市」，有時則又是「町」，官方資料並未統一。
劇中世界設定了魔法少女與魔女的存在，但不為一般人知曉。然而，早在史前時代全世界就有許多魔法少女了，歷史藉由她們的暗中活躍而被推動，包括克麗奧佩脫拉七世、卑弥呼、聖女貞德等史實人物都在其中。此外，被魔女盯上的人，則會原因不明地自殺或殺人。

### 登場人物與道具

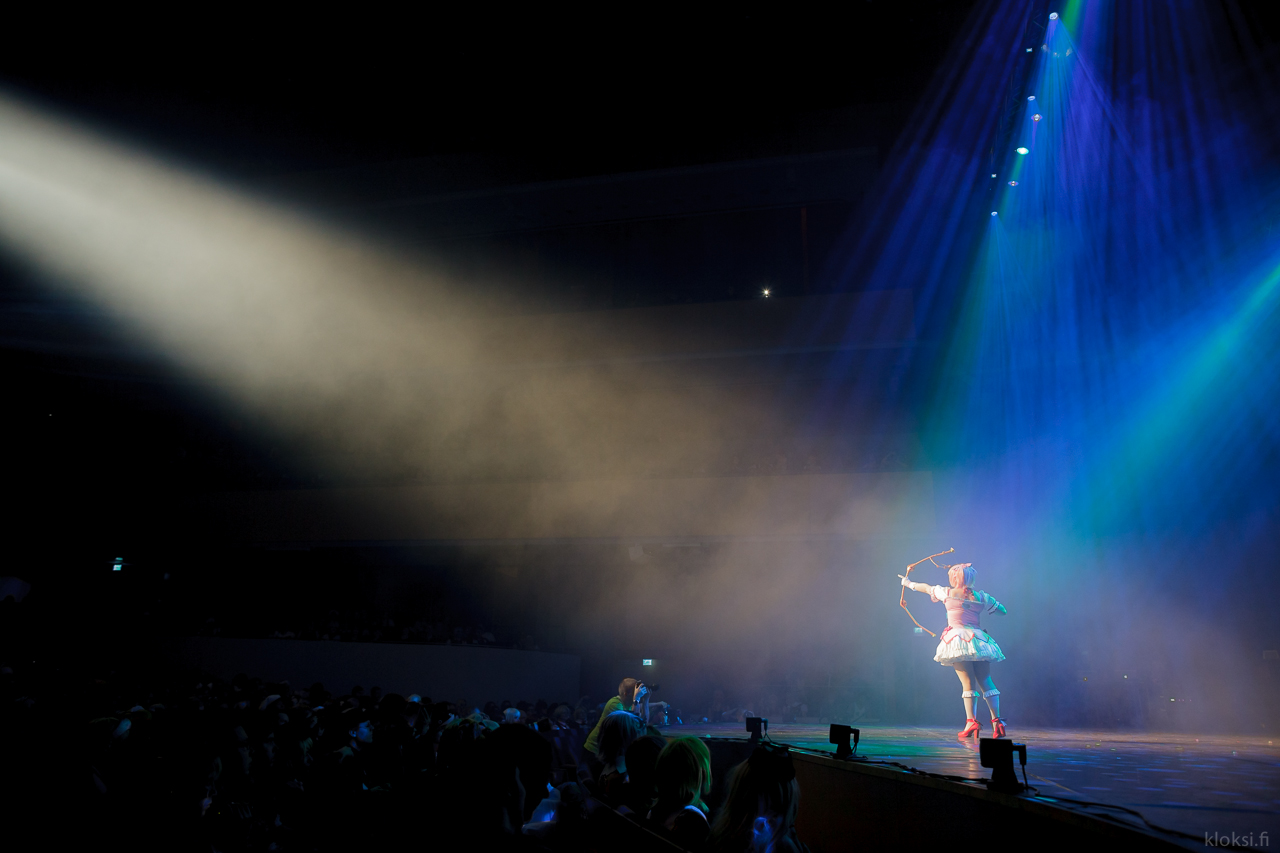
芬蘭影迷在2014年Desucon Frostbite活動中扮演鹿目圓。

本作故事圍繞著鹿目圓、曉美焰、美樹沙耶香、巴麻美、佐倉杏子5名魔法少女以及外星生物丘比（QB）依次展開。
本作所謂的魔法少女，是以「可以實現任何一個願望」的代價與QB交換契約後，背負著「討伐魔女」此一使命的存在。象徵魔法少女資質的魔法係數，則取決於該名少女擁有的因果量，資質較高者通常是一國之主、被稱為救世主的人物。然而，主角小圓雖然只是平凡的中學生，卻擁有神明等級的高資質。
魔法少女締約時，會同時生成名為「靈魂寶石」的物品。靈魂寶石是魔法力量的泉源，可以感知魔女存在的位置，也有發動變身的功能。基本外型都是雞蛋狀，但平常也化為戒指狀，變身後依各人狀況，變化為外型相異的飾品，鑲嵌於身上某個地方。
魔女是一種奇形怪狀的異物，通常伴隨一般人看不見的異世界「結界」以及部下「使魔」出現。魔女身上攜有名為「悲嘆之種」的黑色寶石，這是魔法少女消滅魔女的直接酬勞。
使用魔法會使靈魂寶石逐漸混濁失去光輝，即使完全不使用魔法，維持一般身體活動仍會一點一滴累積混濁。悲嘆之種可以轉移靈魂寶石的混濁，以便魔法少女可以繼續活動。因此，魔法少女必須定期消滅魔女，以避免靈魂寶石变得混濁。
在續作《［新篇］叛逆的物語》劇中，首次出現與靈魂寶石不同的「黑暗寶玉」。這是由「fort/da」遊戲的粉紅線軸與靈魂寶石的碎片、加上人類感情的極致所構築而成的。黑暗寶玉通常呈夾式耳環狀，附著在曉美焰的左耳上，耳環中的寶石封印了小圓的力量。

### 情節展開
出身於良好家庭，親朋好友團聚，有哭有笑，是誰都擁有的日常生活。就讀市立見瀧原中學2年級的少女鹿目圓，如此平凡地過著幸福的每一天。直至一名神秘轉學生曉美焰的出現，讓小圓的命運開始改變。
當天，小圓與好友美樹沙耶香在返家途中，撞見一隻傷痕累累，被焰所獵殺的不明生物丘比（QB）。風波過後，QB希望少女們和自己交換契約，成為「魔法少女」討伐人類之敵。然而此後，隨著殘酷真相漸遭揭露，小圓的想法也一再受到衝擊……

## 作品風格

### 構成
本作企劃之初，即確立為一打破魔法少女動畫既有常識的作品，雖然冠上了「魔法少女」的劇名，但在兒童向的外表下，充滿著黑暗奇幻的內容。乍看是與「約定」有關的常見開頭，但由劇團狗咖哩描繪的「魔女」以及「魔女」居住的異世界（結界）則令人宛如置身噩夢。如此毛骨悚然的場景設計，就這樣存在於具有可愛、陽光氣氛等正統魔法少女要素的作品裡頭。在快速走過魔法少女的公式橋段後，故事的布局將徹底玩弄先入為主的觀眾。
隨著首名魔法少女走向末路的歷程，故事發展開始聚焦主角們的苛酷命運。主要角色的慘死令人驚愕，本作至此奠定了硬派風格。魔法少女決心遇挫、精神受迫的視覺描寫，同樣令人印象深刻。播放期間，官方網站與雜誌報導皆僅透露前情提要，而下集預告也僅只有一張插圖與一句話的內容，此一作法提高了觀眾的好奇心與話題性。

### 表現手法
畫面中的光源位置、構圖方法都在表現登場人物的立場、心境，新房昭之盡可能增加畫面中的資訊量。蒼樹梅的畫風貌似不適合此作的風格，但因對本作有必要性（反差感）而被廣泛使用。與蒼樹前作《向陽素描》的人物頭身比例相比，本作人物的頭顱已略為提高了。
故事舞台方面，雖然主角生活在安全、乾淨且充滿未來感的空間，但郊外的工廠、鐵塔卻被作了陰森醜陋的描繪。此係藉由異質的外觀來部署事件的發生點。有關魔女棲息的異空間，劇團狗咖哩採用擅長的珂拉琪技法加以描繪，讓卡通畫風的主角們置身其中，醞釀突兀、詭異的感覺。
梶浦由記手製的配樂，在第3話之前採用了原聲吉他與環境音樂系的曲風，第4話以降則以擬聲吟唱、新世紀音樂為主，視劇情發展、場景內容交叉運用。梶浦經常用於擬聲吟唱的虛構語言也大量出現在本作之中。儘管常可聽見配樂挾纏一些外語，但並未設定歌詞的內容。

### 丘比的存在
本作傳授魔法少女力量的「吉祥物」，其實是不可信賴的外星生物，是諸惡的根源，是價值觀與人類相左的存在。基於其設定與一般魔法少女的締約吉祥物不同而被採用，這也成為故事構思的主軸。劇中以「丘比」稱呼的這個生物，在角色設計階段乃是「可愛動物」一般的存在，在電視動畫的演出中則強調其皮肉不笑（唇部、眼部完全不動地說話）的不自然感。無從窺伺的邪惡表情、可無限量產、意味深長的凝視與立腳點，與及神出鬼沒難以捉摸等等描寫，讓丘比自然而然成為可怕的存在。第5話締結契約的詭異動作；第8話被槍殺後，分身如惡魔般安然出現並啃食屍體......種種劣行甚至「波及」了後期錄音工作。每逢丘比登場，錄音室就會有「出現啦」「KYAKYA」（キャーキャー）等此起彼落的「哀號」。

## 作品的主題性
本作貫徹「希望與絕望」的核心主題，被視為一部平凡主角成為救世主的成長故事。政治評論家宮崎哲彌將本作「自希望誕生絕望」的世界構造比喻為佛教的因果觀，著眼於「凡夫鹿目圓奔往菩薩、如來階梯的成長故事」。動畫評論家藤津亮太從視覺小說與科幻文學文脈發掘「了解母親的生活方式，並當成自己人生抉擇依據」的一面。東京都立大學社會學家宫台真司認為這是一部無法回頭的主角完成義務的故事。京都大學幹細胞生物學家八代嘉美也提出這應是一部「透過反覆選擇來成為大人」的作品。
「願望」是本作的核心要素，因此「少女祈願是否能讓世界變得更好」被視為辯證的中心。香港電影評論學會的季刊《HKinema》推崇本作推進了「對陰冷世界反思自省」的新深度。日本電影旬報的影評書肯定本作「揭發成熟的真相」的里程碑意義。
編劇虛淵玄認為主角的腳步與純粹的「成長」是不同的東西，結局的目的不在推翻諸惡的根源，也不是透過和解加以解決。劇中丘比的契約，就像是把核反應爐放在自家後院來獲得免費用電，這種不合理的契約理當拒絕。但就像核能一樣，魔力也有各種價值和風險，不能一味否定。為了不使犧牲與悲劇平白浪費，我們應該尋找妥協之道。

## 製作人員
| 原作         | 新房昭之、虚淵玄、蒼樹梅、SHAFT的共同筆名。                                                                                            |
| 企劃         | 夏目公一朗（Aniplex） 孝壽尚志（芳文社） 峰岸卓生（博報堂DY媒體夥伴） （Nitro+） 太布尚弘（Movic） 久保田光俊（SHAFT） 竹田青滋（MBS） |
| 導演         | 新房昭之 |
| 系列導演     | 宮本幸裕 |
| 劇本         | 虚淵玄（Nitro+） |
| 角色設計原案 | 蒼樹梅 |
| 角色設計     | 岸田隆宏 |
| 動作特技監督 | 阿部望、神谷智大 |
| 總作畫監督   | 谷口淳一郎、高橋美香 |
| 佈景設計     | 牧孝雄 |
| 異空間設計   | 劇團狗咖哩 |
| 美術監製     | 増山修 |
| 美術監督     | 稲葉邦彦、金子雄司(第1話 - 第6話) 内藤健(第7話 - 第12話)                                                                               |
| 美術設定     | 大原盛仁 |
| 色彩設計     | 日比野仁、滝沢いづみ |
| 視覺效果     | 酒井基 |
| 攝影監督     | 江藤慎一郎 |
| 剪接         | 松原理恵 |
| 音效指導     | 鶴岡陽太 |
| 音效         | Movic |
| 音效製作     | 樂音舍 |
| 音樂         | 梶浦由記（SME Records） |
| 音樂製作人   | 森康哲 |
| 音樂製作     | Aniplex |
| 製片人       | 岩上敦宏（Aniplex）、加藤昱夫（芳文社） 細川修（博報堂DY媒體）、土居由直（Nitro+） 金庭惠（Movic）、丸山博雄（每日放送）               |
| 動畫製片人   | 岩城忠雄 |
| 動畫製作     | SHAFT |
| 製作         | Madoka Partners、毎日放送 |

Madoka Partners與每日放送並列為製作單位，實質上涵蓋了Aniplex、芳文社、博報堂DY媒體夥伴、Nitro+、Movic、SHAFT共6家公司，而Magica Quartet則是新房昭之、虛淵玄、蒼樹梅及SHAFT共用的筆名。雖然過去已有許多部新房昭之導演的SHAFT出品動畫，但實施這種製作體制則是第一次。本作是SHAFT公司自《醜陋美世界》（2004年與GAINAX共同製作）以來首次擔任動畫製作的原創動畫，也是新房繼《柯塞特的肖像》（2004年童夢製作）之後再次擔綱的原創動畫作品。
2010年春季，有關新房昭之、虛淵玄、蒼樹梅合作製作新作動畫的消息已做為謠言在外流傳。原本鑑於作品風格而有「暫不公佈虛淵」的打算，但因消息走漏，決定了第一時間同時發表3人姓名的方針。

### 企劃
製作人岩上敦宏表示，此一魔法少女動畫的企劃，是受到總導演新房昭之製作《魔法少女奈葉》（2004年）時一席「要不要做一個魔法少女偵探」講話的啟發，岩上認為機器人與魔法少女是「最能發揮動畫魅力的題材」，岩上從「想看新房導演以獨特風格製作的魔法少女原創動畫」的構思出發，從而提出本作的企劃。
接著，角色設計原案決定為《向陽素描》的漫畫家蒼樹梅，過去岩上和新房2人曾負責將其前作改編為多季電視動畫，並累積了一定的人氣和商業效益。劇本方面，岩上最初就選擇了作家虛淵玄。起初，岩上在出席《空之境界》首映禮時，經由該作小說原作者奈須蘑菇的介紹而結識了虛淵。後來在虛淵著作的同人小說《Fate/Zero》動畫化企劃的過程中，岩上開始考慮將虛淵納入本作的班底。岩上認為，新房與虛淵的組合，將會做出角色與劇本都很黑暗、嚴肅的作品，使觀眾群受限。因此，他計畫製作一部外觀形似「有趣的偶像電影」的嚴肅故事。
2008年10月左右，主要製作人員舉行了最初的會議。岩上最初出示的主題是「魔法少女不斷退場的大逃殺」。不少故事的基本架構都已經在此時確定，其中包括許願的魔法少女將變成魔女的設定、讓引導作戰的可愛生物持有堅持犧牲小我的價值觀、以及主角於結局成為拯救世界的魔法少女等等。此時評估的登場人物是4名個性迥異的魔法少女，亦曾研究魔法學園的方案，不過其後作出了明顯調整。
製作初期，新房堅持一定要以「魔法少女」冠名，而劇名後半段的則是岩上設定的。就此，虛淵玄最初為本作命名為（魔法少女小圓啟示錄），但隨後「啟示錄」的字眼就被移除了。當時也有只保留的方案，但新房堅持名字沒有「魔法少女」就沒有製作魔法少女動畫的意義了，最終落實為現有名稱。

### 劇本
虛淵玄在企劃會議上建議直接通過劇本的構成方案，到第2次會議時，他提交了2張A4紙份量的全13話構成方案。會議中決定削減1話，確定本作全12話的片長。
虛淵一邊以《向陽素描》的主角由乃的形象為標準，一邊假想這些與自己創作風格顯得格格不入的人物，將會如何演出。根據全文公開虛淵構成方案的書籍，方案中美樹沙耶香魔女化的絕望理由未定，第6話—第8話的內容未臻成熟，但已決定伏筆的真相以分階段披露，包括第1話夢到與最強的魔女（魔女之夜）的戰鬥、巴麻美在第3話戰死、沙耶香為了恭介成為魔法少女、故事中盤說出靈魂寶石的真相、故事中盤沙耶香與佐倉杏子關係加強繼而走向末路、最後一話的前2話演出曉美焰為了鹿目圓的不斷輪迴等，故事結局小圓許願消滅所有的魔女並昇華為概念的設定，都已被寫就。
剧本统筹方面，虛淵參考了自己的舊作《Phantom ～Requiem for the Phantom～》（2009年）。在第3話出現首波劇情高潮，就是虛淵習自黑田洋介的手法。
以構成方案為執筆的基礎，從2008年末至2009年末，虛淵每個月完成1話的劇本。定稿與最初稿大致相同，之後就專有名詞變更、戰鬥場景的反映，以及劇情的矛盾之處進行了修改，但新房昭之幾乎沒有提出任何修改要求，虛淵则說，他以前有过劇本被迫修改處高達7成而仅保留3成的经历。
關於魔法少女們的戰鬥，岩上敦宏當初是以「能力戰」「勝負不明的大逃殺」的方向企劃著，但即使到了編劇階段，詳細的戰鬥內容也尚未成型。

### 設計
由蒼樹梅所設計的角色原案的初稿，首先繪製於2008年10月左右的第一次企劃會議。蒼樹執筆時，已從編劇虛淵玄手中接到劇情與角色形象色彩的設定。蒼樹回憶，由於初稿繪製途中臨時忘了設定，因此她對初稿並無自信。儘管導演新房昭之與其他班底對初稿幾無修正意見，蒼樹仍在第二稿中自行反覆試誤，力求完善。其後，第三稿成為定稿。根據虛淵的說法，在進入專案整體構成之前，蒼樹曾送出草稿的電子檔供眾人參考。
關於魔女的設定、魔女和魔獸的設計、結界內的美術設計等，幾乎全部由劇團狗咖喱來負責。讓魔女的外觀與一般印象大相逕庭，是新房的想法，起用曾參與《獄・絕望先生》動畫製作的劇團狗咖喱，則是劇本會議的決定。美術設定會議於2010年5月舉行，事前閱畢劇本的劇團狗咖喱整合了有關圖像。各種魔女的設定皆以劇本為發想基礎，但也有在設定和劇本發生分歧時，劇本配合魔女設定修改的例子。
新房認為《魔法少女小圓》與《魔法少女奈葉》有著不同的形象，因此將本作定位為與2004年的前作《柯塞特的肖像》在同一延長線上的作品。儘管印象模糊不清，虛淵撰寫劇本時，也假設本作有接近《柯塞特的肖像》的視覺感受。

### 動畫製作
由於SHAFT公司製作時程的關係，立項後的本作，曾有一段時間完全停止製作，從劇本完成到動畫製作耗時約兩年之久。導演新房昭之稱此為「冷卻期」。
動畫製作人岩城忠雄主導現場製作人員的配置，包括負責人物設計的岸田隆宏在內，許多曾有SHAFT工作關係的動畫師都參與其中。系列導演宫本幸裕則在放映前3、4個月中途加入製作。
新房親自修正了許多分鏡稿，在圖紙上寫入了許多注意事項。另一方面，新房認為，符合時間表的製作時程，會使眾人產生「此次的新作也是個普通作品」的預期想法，因此時常讓製作人員在「未被告知細節」的情形下工作。即使是一手完成片尾動畫分鏡、拍攝的鈴木博文，對作品內容也一無所知。新房、虛淵、宮本以及動作導演阿部望共同討論了劇本中沒有設定的動作場景的細節。
本作的角色設計選擇了具挑戰性的筆觸，包括採用雙重輪廓、在眼睛中設置對角線等，但共約有9到10話的份量未被使用於動畫繪圖中。

### 錄音
音效指導由樂音舍的鶴岡陽太負責，其製作時未流於氣氛渲染，而是配合劇本的構造確立概念與方向性。由於配音員試音現場備有大綱草稿，因此多數演員都是懷有「本作為嚴肅向發展」的認知後，才進入後期錄音工作。扮演巴麻美的水橋香織事先得知該角色將於第3話死亡後，才參與該話的錄製。然而，由於丘比（QB）這個角色最初來歷不明，因此加藤英美里錄音時一直當作「可愛的吉祥物」來扮演著。此外，在第3話之前，每當丘比的尾巴向上翹都會附帶可愛的音效，但之後就沒有了。對於所有配音員來說，「鹿目圓」這個名字都有拗口、難唸的感覺。
關於魔女的聲音，則參考劇團狗咖喱具體設定的形象，並基於他們的意見作反覆嘗試。

## 音樂

### 配樂
在虛淵玄的強烈要求下，新房昭之選擇了曾在《柯塞特的肖像》一作有合作經驗的梶浦由記擔任配樂作曲工作。梶浦則依據被交付的人物設計與全12話劇本，針對具體指定的各個場景譜曲。動畫業界通常不採用這種作法，也只有劇本早已完成的本作才行得通，但仍有部分曲目例外。其中，本來為另一個場景創作的樂曲「Credens justitiam」被音效指導改用為巴麻美的主題曲。還有一些特別的樂曲如「Symposium magarum」後來成為劇中「人魚魔女」的專用曲。製作期間，梶浦曾因在電車上閱讀劇本過於入迷而坐過站。
配樂後來做為藍光光碟（BD）及DVD的特典發售，總共3張原創音樂專輯分別收錄於第2卷、第4卷、第6卷光碟的（日本）初回限定版。此外，2013年12月25日發行的「魔法少女小圓 MUSIC COLLECTION」收錄了這些配樂與後面提到的主題曲以及若干新編的樂曲。隨附的手冊有錄製音軌時Aniplex所添加的拉丁文曲名，其實，內部製作人員只用代碼稱呼樂曲。
| 原創音樂專輯Vol.1 | 原創音樂專輯Vol.1     | 原創音樂專輯Vol.1 | 原創音樂專輯Vol.1  |
| #                 | 拉丁文曲名            | 日文（意譯）      | 中文（意譯）       |
| ----------------- | --------------------- | ----------------- | ------------------ |
| 1                 | Sis puella magica!    |                   | 成為魔法少女吧！   |
| 2                 | Salve, terrae magicae |                   | 歡迎來到魔法的世界 |
| 3                 | Gradus prohibitus     |                   | 被禁止的道路       |
| 4                 | Credens justitiam     |                   | 相信正義           |
| 5                 | Clementia             |                   | 共鳴               |
| 6                 | Desiderium            |                   | 渴望               |
| 7                 | Conturbatio           |                   | 紛爭               |
| 8                 | Postmeridie           |                   | 放學後             |
| 9                 | Puella in somnio      |                   | 少女相會夢中       |
| 10                | Umbra nigra           |                   | 黑色的影子         |
| 11                | Terror adhaerens      |                   | 糾纏的恐怖         |
| 12                | Scaena felix          |                   | 幸福的場景         |
| 13                | Pugna cum maga        |                   | 與魔女的對決       |

| 原創音樂專輯Vol.2 | 原創音樂專輯Vol.2    | 原創音樂專輯Vol.2 | 原創音樂專輯Vol.2        |
| #                 | 拉丁文曲名           | 日文（意譯）      | 中文（意譯）             |
| ----------------- | -------------------- | ----------------- | ------------------------ |
| 1                 | Decretum             |                   | 宿命                     |
| 2                 | Agmen clientum       |                   | 使魔成群                 |
| 3                 | Venari strigas       |                   | 魔女狩獵                 |
| 4                 | Signum malum         |                   | 不祥的預感               |
| 5                 | Amicae carae meae    |                   | 我最好的朋友             |
| 6                 | Incertus             |                   | 糾葛                     |
| 7                 | Inevitabilis         |                   | 不可避免                 |
| 8                 | Serena ira           |                   | 無聲的憤怒               |
| 9                 | Anima mala           |                   | 邪惡之魂                 |
| 10                | Pugna infinita       |                   | 不會終結的戰爭           |
| 11                | Vocalise Op.34 no.14 |                   | 聲樂練習曲 作品34 第14首 |
| 12                | Ave Maria            |                   | 聖母頌                   |

| 原創音樂專輯Vol.3 | 原創音樂專輯Vol.3                             | 原創音樂專輯Vol.3 | 原創音樂專輯Vol.3  |
| #                 | 拉丁文曲名                                    | 日文（意譯）      | 中文（意譯）       |
| ----------------- | --------------------------------------------- | ----------------- | ------------------ |
| 1                 | Numquam vincar                                |                   | （我）絕對不會輸   |
| 2                 | Quamobrem?                                    |                   | 為了什麼？         |
| 3                 | Cor destructum                                |                   | 破碎的心           |
| 4                 | Surgam identidem                              |                   | 我將重覆來過       |
| 5                 | Confessio                                     |                   | 告白               |
| 6                 | Sagitta luminis                               |                   | 光之箭矢           |
| 7                 | Nux Walpurgis                                 |                   | 魔女之夜           |
| 8                 | Cubilulum album                               |                   | 白色的房間         |
| 9                 | Taenia memoriae                               |                   | 緞帶的回憶         |
| 10                | La Fille aux Cheveux de Lin（Claude Debussy） |                   | 亞麻色頭髮的女孩   |
| 11                | Symposium magarum                             |                   | 魔女的盛宴         |
| 12                | Pergo pugnare                                 |                   | 我會繼續戰鬥       |
| 13                | コネクト -Game INST-                          |                   | Connect —遊戲配樂— |

### 片頭曲
第10話、第12話直接播放正片，無片頭曲。

主唱：ClariS，作曲、作詞：渡邊翔（SME Records），協力：外村敬一
分鏡、演出：板村智幸，動畫佈局：今村亮，作畫監督：中村直人
第1話—第9話、第11話片頭曲。使人聯想明亮正統派的魔法少女動畫的開場，小圓、麻美、沙耶香以魔法少女的身姿演出，也描繪了正片中未實現的場面。因為與第3話之後的內容有強烈反差，被觀眾、配音員評為「片頭曲詐欺」，第10話揭露焰的真相後，歌詞內容始具有暗示性。
第10、12話片尾曲。被認為暗示了焰此次輪迴前的某個最初的平行世界。

### 片尾曲
「Magia」
主唱：Kalafina，作曲、作詞、編曲：梶浦由記（SME Records）
動畫製作：鈴木博文
第3話—第8話、第11話片尾曲。隨著描寫巴麻美事件的第3話結束後初次播放，象徵本作的真正內容，給予觀眾相當的衝擊。第1話與第2話未播放，因內容相當於劇情洩漏。
第1話、第2話、第10話插入曲。

主唱：鹿目圓（CV：悠木碧），作詞、作曲：hanawaya，編曲：流歌、田口智則
片尾插畫：蒼樹梅
BD及DVD版第1話—第2話片尾曲。歌词既体现故事开始时的日常生活，又暗示本作结局。
「and I'm home」
主唱：美樹沙耶香（CV：喜多村英梨）、佐倉杏子（CV：野中藍）
作詞、作曲：wowaka，編曲：、wowaka
片尾插畫：蒼樹梅
BD及DVD版第9話片尾曲。隨著描寫佐倉杏子拯救美樹沙耶香失敗後同歸於盡後播放，象徵第9話中杏子作出救亡行動的原意。

### 插曲

作曲 - 渡邊翔 /  - NIHILISTICA
片頭曲的電子音樂再編成版。使用於第6話佐倉杏子玩樂的音樂遊戲機。

## 各話列表
- 所有話數劇本皆由虛淵玄負責[105]。

| 話數   | 日文標題 | 中文標題                | 香港標題               | 分鏡     | 演出     | 作畫監督            | 预告插畫                    | 備註          |
| ------ | -------- | ----------------------- | ---------------------- | -------- | -------- | ------------------- | --------------------------- | ------------- |
| 第1話  |          | 似乎在夢裡見過，那樣... | 似乎在夢中見過的樣子…  | 芦野芳晴 | 宮本幸裕 | 江畑諒真            | Hanokage                    | [ 107 ]       |
| 第2話  |          | 那真是太令人高興了      | 那真是太令人高興了     | 芦野芳晴 | 向井雅浩 | 高橋美香            | 冰川碧流                    | [ 108 ]       |
| 第3話  |          | 已經沒什麼好害怕了      | 已經什麼都不怕了       | 芦野芳晴 | 八瀨祐樹 | 潮月一也 神谷智大   | 津路參汰（Nitro+）          | [ 109 ]       |
| 第4話  |          | 奇蹟、魔法，都是存在的  | 奇蹟與魔法，都是存在的 | 笹木信作 | 小俣真一 | 小關雅              | 小林盡                      | [ 110 ]       |
| 第5話  |          | 怎麼可能會後悔          | 不可能有所後悔         | 小俣真一 | 間島祟寬 | 福永純一 宮嶋仁志   | （Nitro+）                  | [ 111 ]       |
| 第6話  |          | 這種事絕對很奇怪啊      | 這樣絕對有問題         | 笹木信作 | 浅利藤彰 | 宮岛仁志 福永純一   | 上田創                      | [ 112 ]       |
| 第7話  |          | 你能面對真正的內心嗎？  | 能面對真正的心意嗎？   | 西田正義 | 城所聖明 | 小林亮 門智昭       | 天杉貴志                    | [ 113 ]       |
| 第8話  |          | 我，真是個笨蛋          | 我這個人，真的是笨蛋   | 小俣真一 | 川畑喬   | 近藤陽次 松本明之   | 藤真拓哉 田中研太郎（協力） | [ 114 ]       |
| 第9話  |          | 那樣的事，我絕不容許    | 這種事，我不會容許     | 七嶋典子 | 向井雅浩 | 片山美雪            | （Nitro+）                  | [ 115 ]       |
| 第10話 |          | 再也不依靠任何人        | 再也不依靠任何人       | 笹木信作 | 八瀨祐樹 | 伊藤良明 潮月一也   |                             | [ 116 ] [ e ] |
| 第11話 |          | 最後留下的路標          | 最後留下的路標         | 伊藤智彦 | 渡邊琴乃 | 宮前真一 藤澤俊幸   | 馬口鐵                      | [ 117 ]       |
| 第12話 |          | 我最好的朋友            | 我最好的朋友           | 笹木信作 | 宮本幸裕 | 谷口淳一郎 高橋美香 | 蒼樹梅（完結插畫）          | [ 118 ]       |

## 電視台
日本深夜動畫：下文記載的日本国内播放時間使用日本標準時間（UTC+9）表示。因為部分時間标识會採用30小时制，因此請留意这类超过24:00的时间，其實際播放時間為翌日清晨。
| 播放地区      | 播放电视台                 | 播放日期                                       | 播放时间（UTC+9）                                               | 所屬聯播網        | 備註 |
| ------------- | -------------------------- | ---------------------------------------------- | --------------------------------------------------------------- | ----------------- | --- |
| 近畿廣域圏    | 每日放送                   | 2011年1月6日—2011年4月22日                     | 星期四 25時25分—25時55分                                        | 日本新聞網        | 制作局 原時段提供的隱藏式字幕在本作中並未提供 受2011年東日本大地震影响，3月17日起停播。 4月21日26時40分連續播送11、12話。 |
| 關東廣域圏    | TBS電視台                  | 2011年1月7日—2011年4月22日                     | 星期五 25時55分—26時25分                                        | 日本新聞網        | 受2011年東日本大地震影响，3月11日起停播。 4月21日27時連續播送10、11、12話。                                               |
| 中京廣域圏    | 中部日本放送               | 2011年1月12日—4月24日                          | 星期三 26時00分—26時30分                                        | 日本新聞網        | 受2011年東日本大地震影响，3月16日起停播。 4月24日26時45分連續播送10、11、12話。                                           |
| 日本全國      | NICONICO頻道               | 2011年1月12日—4月25日                          | 星期三 深夜 更新                                                | 网络电视          | |
| 日本全國      | BIGLOBE                    | 2011年1月13日—4月26日                          | 星期四 更新                                                     | 网络电视          | |
| 日本全國      | ShowTime                   | 2011年1月14日—4月27日                          | 星期五 更新                                                     | 网络电视          | |
| 日本全國      | AT-X                       | 2011年4月2日—6月18日                           | 星期五 9時30分—10時00分                                         | 衛星電視          | 有重播 |
| 日本全國 臺灣 | NICONICO直播               | 2011年6月18日                                  | 星期六 19時00分—24時25分                                        | 网络电视          | 1—12話完整放送 |
| 日本全國      | ANIMAX                     | 2012年2月8日—4月25日                           | 星期三 22時00分—22時30分                                        | 衛星電視          | 有重播 |
| 東京都        | TOKYO MX                   | 2012年4月5日—6月21日                           | 星期四 22時00分—22時30分                                        | 獨立UHF局         | |
| 石川縣        | 北陸放送                   | 2012年7月5日—10月4日                           | 星期四 26時05分—26時35分                                        | 日本新聞網        | |
| 廣島縣        | 中國放送                   | 2013年1月20日—3月3日                           | 星期日 27時25分—28時25分                                        | 日本新聞網        | 第1話為27時50分—28時20分 第12話為27時25分—27時55分                                                                        |
| 臺灣          | 中華電信MOD Nice Bingo頻道 | 2013年8月27日開始                              | UTC+8 播放日23時30分開始                                        | IPTV              | 臺灣IPTV首播 保護級規範，禁止兒童單獨收看。                                                                               |
| 香港          | 香港電視網絡 點播頻道      | 2014年11月7日 2014年11月24日—12月1日           | UTC+8 星期五 06時00分 更新 星期一 06時00分 更新                 | 網絡電視          | 每次上載一星期最新話數 |
| 香港          | 香港電視網絡 直播頻道      | 2014年11月20日—11月23日 2014年11月24日—12月1日 | UTC+8 星期四至日 22時30分—23時00分 星期一至日 23時30分—24時00分 | 網絡電視          | 粵語廣播 有重播 |
| 臺灣          | Animax                     | 2020年10月27日 - 11月22日                      | UTC+8 星期一至日 19時00分—20時00分                              | 衛星電視 網路電視 | 臺灣有線電視頻道首播 |

2019年7月，本作重新在每日放送、東京都會電視台、栃木電視台、群馬電視台及日本BS放送電視頻道播放，每話結尾並追加《魔法紀錄 魔法少女小圓外傳》的迷你動畫（《魔法☆報告》）。

## 首播時的動向
由於「使觀眾無法提前預測劇情發展」是本作的方針，因此故事資訊在播放前被完全保密，導演新房昭之在官方網站寄語「應該能成為前所未見的新『魔法少女』吧」，編劇虛淵玄則說「為了使電視機前的大家充滿溫暖和幸福，我會努力的！」。然而，在一名主角退場的第3話播出後，虛淵承認此前的言論是「為了不被看穿劇情發展所作的誤導」，「從現在起正常的虛淵」。
自此開始，本作憑借沉重的設定、悲壯的發展引起社會注目，包括沒有正式播放的日本國外地區在內都出現了爆炸性的迴響，創造了超過其他同期電視動畫總和的熱度與話題。首播數月間，因有關肢體破碎、集體自殺、滅門與精神崩潰的露骨描寫，本作也曾被部分觀眾投訴至放送伦理、番组向上机构（BPO）並受到「暴力」、「殘虐」、「苦情」的批評，被要求加強年齡標示等有關措施。
在播放最後2話前，日本遭遇了戰後最大國難2011年日本東北地方太平洋近海地震，本作的播放因讓道給東日本大震災特別報導而中止了。隨後，第11話之後的網路播放也以自肅為由無限期暫停，播放陷入了全面危機。
最終發展另見#日本社會現象。

## 網路播放
2011年6月18日，NICONICO對日本和臺灣同步於網路播映本作全12話，針對臺灣的觀眾附加繁體中文字幕，吸引約100萬人同時收看。
2014年11月7日，預定於11月19日於網上開台的香港電視開始進行針對網絡伺服器的壓力測試，並上載了本作的首4話粵語版本供香港用戶收看。本作的粵語版在開台後第二日2014年11月20日於直播頻道啟播。播放期間因臨時故障，致使畫面在劇中名場面「被麻美」的瞬間定格。約有10萬名觀眾目睹了這一幕。
2016年初，臺灣巴哈姆特動畫瘋上架本作全12話日語繁體字幕版。同年6月30日授權到期。（後來又重新上架）
2019年
5月，KKTV獲得海外版權上映本作12話加繁體字幕，並同步上線《劇場版 魔法少女小圓》的［前篇］起始的物語、［後篇］永遠的物語。
4月15日，巴哈姆特動畫瘋重新上架本作；6月1日，上架《劇場版 魔法少女小圓》全3部作品：［前篇］、［後篇］以及［新篇］叛逆的物語。
12月20日，台港澳版《魔法紀錄 魔法少女小圓外傳》官方臉書粉專宣布以下線上串流媒體已全面上架《魔法少女小圓》全系列動畫：
中華電信MOD、Hami Video、LiTV 線上影視、台灣大哥大myVideo、巴哈姆特動畫瘋、遠傳電信friDay、bbTV、KKTV、LINE TV、iTunes、Google Play、CatchPlay，以及bilibili、So-net影音家之台港兩地授權。

## 相關作品
相關作品包括漫畫和重現電視動畫主要內容的小說作品，以及外傳作品等。系列作品皆以電視動畫為中心，外傳漫畫被視為衍生作品。
動畫電影《劇場版 魔法少女小圓》面向全球發行。［前篇］［後篇］於2012年10月至2013年5月間在美國、法國、義大利、聖馬力諾、韓國、台灣、香港、新加坡、澳大利亞、加拿大、墨西哥共11國43個城市上映。［新篇］在9國107家電影院上映。

## 相關媒體

### 光碟商品
藍光光碟（BD）及DVD共6卷，每卷分为BD限定版、DVD限定版、DVD普通版。限定版特典包括岸田隆宏描繪之光碟收藏盒、三方背文件夾、特大圖案貼紙、特製小冊子（特別收錄蒼樹梅描繪的四格漫畫），以及每話內容不同的特典CD。光碟設有評論音軌，由悠木碧、齋藤千和作常規嘉賓，每話另加一位特別嘉賓。
第1卷原預定於2011年3月30日發售，但由於2011年東日本大地震影響電力供應，有關光碟曾因未能完成生產，發售日期皆向後順延。
光碟封套下方印有本作其中一段劇情概要之英語版本：“She will not know yet if this encounter is a mere coincidence or a necessity. Which would be, an encounter that would change her destiny——”。
| 卷數 | 封面人物                                 | 發售日期      | 收錄內容                                 | 評論音軌 特別嘉賓                                                     | 特典CD | 完全生產限定版 規格編號      | 通常版 規格編號 |
| ---- | ---------------------------------------- | ------------- | ---------------------------------------- | --------------------------------------------------------------------- | --- | ---------------------------- | --------------- |
| 1    | 鹿目圓 曉美焰                            | 2011年4月27日 | 第1—2話 電視版本未收錄之片尾曲及動畫「」 | 第1話：喜多村英梨 第2話：蒼樹梅                                       | 虛淵玄監修之原創廣播劇「Memories of You」 鹿目圓（CV：悠木碧）角色歌曲「」                                                         | ANZX-9121(BD) ANZB-9121(DVD) | ANSB-9121       |
| 2    | 鹿目圓 巴麻美                            | 2011年5月25日 | 第3—4話                                  | 第3話：水橋香織 第4話：虛淵玄                                         | 原創音樂專輯Vol.1（曲目參見列表）                                                                                                  | ANZX-9123(BD) ANZB-9123(DVD) | ANSB-9123       |
| 3    | 鹿目圓 美樹沙耶香 志筑仁美 丘比          | 2011年6月22日 | 第5—6話                                  | 第5話：野中藍 第6話：宮本幸裕                                         | 虛淵玄監修之原創廣播劇「Sunny Day Life」                                                                                           | ANZX-9125(BD) ANZB-9125(DVD) | ANSB-9125       |
| 4    | 美樹沙耶香 佐倉杏子                      | 2011年7月27日 | 第7—8話                                  | 第7話：新谷良子 第8話：谷口淳一郎                                     | 原創音樂專輯Vol.2（曲目參見列表）                                                                                                  | ANZX-9127(BD) ANZB-9127(DVD) | ANSB-9127       |
| 5    | 鹿目圓 曉美焰 巴麻美                     | 2011年8月24日 | 第9—10話                                 | 第9話：加藤英美里 第10話：無                                          | 虛淵玄監修之原創廣播劇「Farewell Story」（告别的故事） 美樹沙耶香（CV：喜多村英梨）&佐倉杏子（CV：野中藍）角色歌曲「and I'm home」 | ANZX-9129(BD) ANZB-9129(DVD) | ANSB-9129       |
| 6    | 鹿目圓 佐倉杏子 美樹沙耶香 曉美焰 巴麻美 | 2011年9月21日 | 第11—12話                                | 第11話：喜多村英梨、水橋香織、野中藍 第12話：虚淵玄、蒼樹梅、宮本幸裕 | 原創音樂專輯Vol.3（曲目參見列表）                                                                                                  | ANZX-9131(BD) ANZB-9131(DVD) | ANSB-9131       |

## 影響

### 歷史地位
《魔法少女小圓》播畢之初，曾被Searchchina新聞網站、香港中文大學的研究者譽為「神作（神アニメ）」。完結以來，逐步確立了2011年最佳動畫、平成最佳深夜動畫、百年10大日本動畫的崇高地位。
數年來，評論家與觀眾已廣泛認為，《魔法少女小圓》與《機動戰士GUNDAM》、《新世紀福音戰士》並列，是一部「每隔15、16年一現的劃時代原創動畫」。
自2011年以後，魔法少女題材從「光明、可愛」的象徵全面轉向「黑暗、恐怖」的常態，令《魔法少女小圓》享有與魔法少女動畫始祖《魔法使莎莉》對等的歷史意義。在海外，英國動畫網的安迪·漢利（Andy Hanley）推崇本作為「21世紀迄今最偉大的電視動畫系列」。美國作家傑德·A·布魯（Jed A. Blue）認為《魔法少女小圓》徹底摧毀了千禧年以來的廢萌美學（the vile moe aesthetic）。許多歐語圈影評以「意外地黑暗」、「傑出的悲劇」、「最具野心且最完美的動畫之一」總結眉批。

### 市場反應
總計至2018年11月7日止，《魔法少女小圓》各卷平均銷售量為8萬4256份，是日本電視動畫歷史上的第5名、業內大作門檻（8千份）的10倍以上，在21世紀只遜於《化物语》。
在日本市場，《魔法少女小圓》於2011年4月27日發售第1卷藍光光碟（BD）。儘管初版出现对话和歌词错误，但还是创下首周5.3萬份的销量（首日銷售量超過2.2萬份），也突破了當時的歷史紀錄冠軍、导演新房昭之的另一部作品《化物语》首周5.1萬份的紀錄。第2卷再次刷新自己創下的首週紀錄，賣出5.4萬份，是電視動畫BD销售有史以来的最好成绩。綜觀全6卷BD，各卷首週銷售量都超過5萬份，壟斷Amazon.co.jp「預約BD」的排行前6名。其中第1卷—第3卷更是分別以6.8萬、6.4萬和5.9萬佔據了「電視動畫類別」總銷售量紀錄的前三名。截至2012年10月2日為止，BD與DVD的總銷售量達60萬份，締造了日本深夜動畫的歷史最高紀錄。
電視頻道播出第3話之後，就有大批訂購電話湧入商家，直到2012年春天仍有將近100家企業為此增產，獲利超過以往預期的數十倍。在業內慣例中，動漫商品的生產營業執照會在播畢後的6個月左右收回，但完結已逾八年的（2019年）的本作仍在持續生產新商品，累計銷售額在2013年就達到了400億日圓，《日本經濟新聞》以之稱為橫跨海內外的「小圓經濟圈」（まどか☆マギカ経済圏），因證明「有魅力的創作可推動資金回流」使初期的「酷日本」政府政策獲得了證明。漫畫家久米田康治也曾在《女子落》第31集側寫本作「動畫銷售額太集中」的極端現象。
漫畫版第1卷首刷9萬餘本，在發售首日就完全斷貨。計首月賣出13萬冊，不到3個月即突破50萬冊。2013年初英特爾與Aniplex合作推出3款限量800台的《魔法少女小圓》主題特製Ultrabook（超极本），儘管定價接近10萬日圓其曉美焰版本仍迅速售罄在北美市場，儘管仍存在著「日本動畫存在感低」的現象，本作英語配音版DVD（附有小冊子）仍以一般定價的2倍順利售罄。
本作延伸的動畫電影作品《劇場版 魔法少女小圓》，已於2012年、2013年二度刷新「動畫電影底片」的市值紀錄，先後在雅虎日本的拍賣頻道以超過108萬日圓、410萬日圓的價格成交。其中的《［新篇］叛逆的物語》是第一部突破20億日圓票房的深夜動畫延伸電影，2014年4月2日發售的完全生產限定版BD於首週賣出12.8萬份，在動畫BD中僅次於《福音戰士新劇場版：破》與《福音戰士新劇場版：Q》，是歷來首周銷售紀錄的第3名。

### 評價
| 媒體               | 累積平均得分 |
| ------------------ | ------------ |
| Crunchyroll        | 5/5颗星      |
| Common Sense Media | 5/5颗星      |
| World Art          | 5/5颗星      |
| 動畫新聞網         | Excellent    |
| bilibili           | 9.8 / 10     |
| 巴哈姆特電玩資訊站 | 9.5 / 10     |
| 酷6网              | 9.3 / 10     |
| 豆瓣               | 9 / 10       |
| Bangumi 番组计划   | 8.6 / 10     |
| 時光網             | 8.4 / 10     |
| 網路電影資料庫     | 8.4 / 10     |
| MyAnimeList        | 8.4 / 10     |

在日本動畫界，許多當代大師都曾觀賞過《魔法少女小圓》。導演庵野秀明表示「符號化的登場人物、徹底消除唇部的丘比、魔女的命名都非常巧妙」、「音樂與第10話對曉美焰的描寫也非常出色」」。導演押井守評論稱「畫風令人難受，但故事很有趣」、「將後設小說搬上了電視螢幕」。導演富野由悠季自陳「《GUNDAM Reconguista in G》的角色塑造無法超越《魔法少女小圓》，我感到了壓力」。導演大友克洋認為本作「演出與音樂一流，但作畫詭異；曉美焰的近臉太搞笑」、「劇本充滿著『今天也要努力傷害宅男』的半調子惡意」。吉卜力工作室董事鈴木敏夫則說「《魔法少女小圓》比押井守的作品還有趣」。元老級的《魔法使莎莉》編劇辻真先為文讚賞「毫不留情地展現人間的現實面……開出一劑苦口良藥」、「深感本作具有精巧的說服力……使人欽佩不已」。
日本國民作家、直木賞得主宫部美幸認為：
|                              | 精心策劃的不可思議開幕，祈願著自我實現的少女們的友情故事的經過，結局終於解開神秘開場的謎團。縱覽這樣一部科幻小說的故事，實在是一部傑作。 「祈禱某人能夠幸福，與詛咒他人不幸是二位一體的」這句重複數次的台詞，漂亮地指出了人類的因果報應。在這一點上，不論年齡性別，都震撼到了觀眾的心靈。 |
| ——宫部美幸於《讀樂》雜誌採訪 | |

推理作家芦边拓認為本作是「過去的魔法少女皆無法製造的最大驚喜」、「相當於本格推理大獎的最高傑作」。香港作家湯禎兆總結本作是「控訴社會扭曲人性現況的悲涼作品」。此外，作家小森健太朗、作家山本弘、作家太田光、作家橘公司、漫畫家小池一夫、漫畫家吾妻日出夫、漫畫家藤岛康介、放送作家鈴木收、舞台劇導演拉沙爾石井等人皆一致給予正面評價。《最終幻想系列》製作人坂口博信也是本作的影迷。
動畫師鈴木俊二在個人Twitter留言批評《魔法少女小圓》的製作班底，指責本作「過譽」之餘也懷疑新房昭之不可能親自導演那麼多作品。學者東浩紀在網路廣播中說「這作品要我打分數，我只會給75分。」編劇虛淵玄在《Newtype雜誌》2014年12月號的專訪中自評《魔法少女小圓》嚴格上不是特別創新的作品，只是「好比在大都市賣偏鄉料理，卻意外大受歡迎」的作品。

導演押井守當年觀賞了近100部作品後，認為2011年所有的動畫都比不上《魔法少女小圓》：「不喜歡（本作的）人物與作畫的氣氛，感覺很噁心。老實說其他作品都不行，只好推薦這個。」。2019年1月NHK《歷史秘話》節目第333回亦選出《魔法少女小圓》為2011年唯一的日本動畫代表作，僅有2016年並列《你的名字》與《謝謝你，在世界的角落找到我》。
在2011年東日本大震災的背景下，新聞雜誌《JAPANISM》褒美《魔法少女小圓》是「祖國自豪的動畫」、「日本的力量」。電信公司NTT Communications用戶評選「推薦給大人觀賞的動畫」亦包含《魔法少女小圓》。
國際媒體評價
美國恐怖片網站Bloody Disgusting形容《魔法少女小圓》是一部「令人著迷的作品」。包括曲折的節奏、角色的悲劇弧線（尤其是美樹沙耶香和曉美焰）以及深刻的絕望，種種黑暗氛圍和恐怖元素皆使《魔法少女小圓》成為最佳恐怖動畫之一。美國新聞網站Ain't It Cool News讚揚本作「非常令人欽佩」且非常關注細節。英國動畫網給出滿分10分，稱許本作的情感內涵深厚，具有身臨其境且宏偉的視覺效果和令人回味的配樂，必須多看幾次以充分理解複雜、多層次的故事情節。加拿大Glass Reflection影評網總評稱「雖然使用這個題材（魔法少女），但內容成熟應予高度評價」。英語影評頻道A Hollow Anime Review也給予5顆星最高評價。
為家長及教師提供信賴性高、挑選好媒體給予兒童及青少年觀看的重要參考網站Common Sense Media將《魔法少女小圓》評為非常適合13歲以上少年觀看的滿分（5星級）日本動畫節目。即使是口碑極高的《鋼之鍊金術師》也只得到4星級評分。
2019年，《魔法少女小圓》連續獲美國Polygon評選為「2010年代最佳動畫」之一、Crunchyroll評選為「過去十年25大最佳動畫」之一、美國動畫新聞網觀眾票選為「平成時代最佳百合動畫」排名第一。同年5月中國中央電視台CCTV-4的「亞洲 文明之光」節目第2集，亦選入《魔法少女小圓》的活動畫面引介日本文化優勢。

#### 獲獎紀錄
《Newtype雜誌》總編輯水野寛在第16回神戶動畫獎授獎理由說「沒有夢想與希望的『魔法少女』世界吸住了許多動漫迷」、「讓我體會到了『想趕快看到下一集』的電視連續劇一般的樂趣」。在一個月後發表的Newtype×Machi★Asobi動畫獎中，《魔法少女小圓》獲得創紀錄的14項大獎（涵蓋12冠）。本作也入圍同年度日本SF大獎最終決選名單，惜未獲獎。
2011年12月《魔法少女小圓》榮獲第15屆日本新媒體動漫藝術節動畫部門大獎，成為繼《四疊半宿舍，青春迷走》之後第2部獲此大獎的電視動畫作品。授獎理由高度評價「原創動畫」格式與劇本的批判性陷阱、徹底活用一週播放一話的媒體特性推動完美的演出：「本作蘊含不可思議的變革能量，基於期待其為改變時代的催化劑，決定授予大獎」。評審委員之一的古川拓稱許「在最需講究的影像中也具有說服力」，對本作班底的未來寄予厚望。
在2017年3月10日宣佈的東京動畫獎「日本動畫史僅存的最後100作」名單中，《魔法少女小圓》是2010年代唯一上榜的動畫作品。另外在《藝術新潮》2017年9月号邀請專家選出的「日本動畫100年10大最佳作品」名單中，《魔法少女小圓》排在第5名（與《風之谷》、《铁臂阿童木》、《謝謝你，在世界的角落找到我》、《蜘蛛與鬱金香》並列）。
在2019年3月發表的「雅虎日本新聞部平成編年史」收錄的平成歷年大事中，《魔法少女小圓》是唯一入選的深夜動畫作品、載入史冊的6部頂級動畫之一（另有1部電視動畫—《新世紀福音戰士》；4部動畫電影—《魔法公主》、《神隱少女》、《冰雪奇緣》、《你的名字》）。
詳細獲獎紀錄如下：
| 獎項                                   | 獎項                   | 表彰對象                     | 結果   |
| -------------------------------------- | ---------------------- | ---------------------------- | ------ |
| 第15屆日本新媒體動漫藝術節動畫部門     | 大賞                   | 魔法少女小圓                 | 獲獎   |
| 第16回神戶動畫獎                       | 作品獎・TV部門         | 魔法少女小圓                 | 獲獎   |
| 第11回東京動畫獎                       | 優秀作品獎・TV部門     | 魔法少女小圓                 | 獲獎   |
| 第11回東京動畫獎                       | 個人部門導演獎         | 新房昭之                     | 獲獎   |
| 第11回東京動畫獎                       | 個人部門劇本獎         | 虚淵玄                       | 獲獎   |
| Newtype×Machi★Asobi動畫獎 2011         | 作品獎（TV放送作品）   | 魔法少女小圓                 | 獲獎   |
| Newtype×Machi★Asobi動畫獎 2011         | 導演獎                 | 魔法少女小圓                 | 獲獎   |
| Newtype×Machi★Asobi動畫獎 2011         | 劇本獎                 | 魔法少女小圓                 | 獲獎   |
| Newtype×Machi★Asobi動畫獎 2011         | 虛構角色獎（女性）     | 曉美焰                       | 獲獎   |
| Newtype×Machi★Asobi動畫獎 2011         | 虛構角色獎（女性）     | 鹿目圓                       | 第2名  |
| Newtype×Machi★Asobi動畫獎 2011         | 虛構角色獎（吉祥物）   | 丘比                         | 獲獎   |
| Newtype×Machi★Asobi動畫獎 2011         | 女主角演員獎           | 悠木碧                       | 獲獎   |
| Newtype×Machi★Asobi動畫獎 2011         | 女配角演員獎           | 齋藤千和                     | 獲獎   |
| Newtype×Machi★Asobi動畫獎 2011         | 女配角演員獎           | 喜多村英梨                   | 第3名  |
| Newtype×Machi★Asobi動畫獎 2011         | 女配角演員獎           | 加藤英美里                   | 第5名  |
| Newtype×Machi★Asobi動畫獎 2011         | 主題曲獎               | Connect                      | 獲獎   |
| Newtype×Machi★Asobi動畫獎 2011         | 伴奏獎                 | 魔法少女小圓                 | 獲獎   |
| Newtype×Machi★Asobi動畫獎 2011         | 攝影獎                 | 魔法少女小圓                 | 獲獎   |
| Newtype×Machi★Asobi動畫獎 2011         | 美術獎                 | 魔法少女小圓                 | 獲獎   |
| Newtype×Machi★Asobi動畫獎 2011         | 角色設計獎             | 魔法少女小圓                 | 獲獎   |
| Newtype×Machi★Asobi動畫獎 2011         | 色彩設定獎             | 魔法少女小圓                 | 獲獎   |
| Newtype×Machi★Asobi動畫獎 2011         | 音效獎                 | 魔法少女小圓                 | 獲獎   |
| Newtype×Machi★Asobi動畫獎 2011         | 預告片獎               | 魔法少女小圓                 | 第2名  |
| 第32回日本SF大獎                       | 大獎                   | 魔法少女小圓                 | 提名   |
| 第43回日本星云奖                       | 电影·表演·多媒体部门獎 | 魔法少女小圓                 | 獲獎   |
| 第11回Sense of Gender獎                | 姊妹獎                 | 魔法少女小圓                 | 獲獎   |
| 第19屆巴黎動漫大獎                     | 最優秀希望獎           | 魔法少女小圓                 | 獲獎   |
| 第20屆巴黎動漫大獎                     | 年度日本動畫獎         | 魔法少女小圓                 | 獲獎   |
| Animage Grand Prix Editors Choice 2011 | 年度最佳動畫           | 魔法少女小圓                 | 獲獎   |
| Animage Grand Prix Editors Choice 2011 | 年度最佳女性角色       | 曉美焰                       | 獲獎   |
| 日刊體育第1回日刊動畫大競技            | 最佳電視動畫片獎       | 魔法少女小圓                 | 獲獎   |
| 日刊體育第1回日刊動畫大競技            | 女王獎                 | 鹿目圓                       | 獲獎   |
| 日刊體育第1回日刊動畫大競技            | 罪惡黑暗性格獎         | 丘比                         | 獲獎   |
| 日刊體育第1回日刊動畫大競技            | 最佳動畫片樂曲獎       | Connect                      | 獲獎   |
| 日刊體育第1回日刊動畫大競技            | MIP女性声優獎          | 悠木碧                       | 獲獎   |
| 第6回聲優獎                            | 女主角演員獎           | 悠木碧                       | 獲獎   |
| 第6回聲優獎                            | 女配角演員獎           | 加藤英美里                   | 獲獎   |
| 網路流行語大賞 2011                    | 銅賞                   | 「跟我訂下契約，成為○○吧！」 | 獲獎   |
| Licensing of the Year 2012 in JAPAN    | 選定委員特別獎         | 魔法少女小圓                 | 獲獎   |
| 英國動畫網 Reader's Choice 2012        | Reader's Choice Award  | 魔法少女小圓                 | 獲獎   |
| 第1回SUGOI JAPAN Award                 | 大獎                   | 魔法少女小圓                 | 獲獎   |
| 第1回SUGOI JAPAN Award                 | 動畫部門               | 魔法少女小圓                 | 第1名  |
| NHK日本動畫100                         | 電視動畫 男性票選      | 魔法少女小圓                 | 第1名  |
| NHK日本動畫100                         | 電視動畫 綜合票選      | 魔法少女小圓                 | 第3名  |
| NHK日本動畫100                         | 最佳動畫歌曲100        | Connect                      | 第11名 |
| NHK紀念電視動畫開播50周年評選          | 最受歡迎女主角         | 曉美焰                       | 第2名  |
| NHK紀念電視動畫開播50周年評選          | 最受歡迎女主角         | 鹿目圓                       | 第7名  |
| 平成動畫歌曲大獎                       | 作品獎                 | Connect                      | 獲獎   |

除了大型動畫獎的子項目，本作片尾曲「Magia」亦獲選為WatchMojo.com十大最佳動畫片尾曲第1名。動畫電影獲獎紀錄另見《劇場版_魔法少女小圓#評價_2》。

### 日本社會現象
基於廣泛的觀眾狂熱與跨國性考據潮，本作成為公認的「社會現象」。
首播前
日本深夜動畫以漫畫、輕小說改編作品為主，原創動畫一向不被看好，且虧損風險更高。在《魔法少女小圓》的製作人員中，也存在著「魔法少女題材浮濫」的反面意見，很難斷言本作首播前曾廣受看重。起初，官方發表製作人員時，專長於「夢幻溫柔圖文故事」的蒼樹梅與「描寫成人世界暴力故事」的虛淵玄兩人的新奇組合曾一度引起注目，但因故事內容被徹底保密，不久後就失去了討論度。在首播前的同期動畫「新作期待度調查」中，《魔法少女小圓》也僅排名倒數第2。
首播期間
在第3話揭露故事的悲劇本質後，本作開始引起跨國性的轟動。明治大學教授冰川龍介讚賞第3話超越了魔法少女題材的框架、既有概念與封閉傾向。觀眾也紛紛猜測「下一個」橫死的可愛畫風角色會是誰，並根據人物設計蒼樹梅的代表作《向陽素描》，將《魔法少女小圓》命名為「血泊素描」（血溜まりスケッチ）。一則Amazon.co.jp的觀眾留言描述到：
|  | 我本來覺得這部卡通的人物很可愛，於是就推薦給我6歲的外甥女看，結果她昨天看到錄影下來的第3話之後，整個人嚇哭了，躲著不說半句話；現在我媽和我姐都怒了，她們說要把我掃地出門，列為拒絕往來戶…… |

自此開始，本作便躍升為同期乃至全年度動畫中最受矚目的作品。日本主流網路論壇「2ch」自2011年1月20日開始湧現討論熱潮，至3月初第8話播出後突破1000個討論串/100萬篇發文並刷新名作《涼宮春日的憂鬱》維繫五年的400多個討論串紀錄。開播屆2個月官方Twitter持續高踞搜尋關鍵字第1名，東京都議員田中健則向選民推薦「這是成年人應當看一看的動畫作品」。
因受到3月11日開始的東日本大震災影响，本作的播映与周边产品的发售计划皆有所变更，在第10話播出後曾一度处于全线停播的状态，導演山本寬特此聲援本作「反映的真實人生不需停播」。觀眾之間出現「結局太慘被迫更改」的謠言，製造了近年日本動畫的最大話題。4月1日愚人節期間疑似最後2話腳本流出拍賣網站。4月21、22日耶穌受難日期間经部份刪剪的第11、12話在各大媒體陸續復播。本作復播成為雅虎日本首頁頭條新聞，MBS也耗資4000萬日圓在復播當天《讀賣新聞》早報上刊登「完結篇」的全版宣傳廣告。依往例，若電視動畫由於某種原因無法在預定時間段內完成首播，它通常會就此結束。本作不僅在電視復播，還以報紙廣告公告全國，是非比尋常的作法。為熬夜觀賞最後2話，許多在職人士預先向公司請假，引起人稱「小圓請假」（まどマギ休暇）的社會現象。第12話在MBS非假日深夜3:00時段留下了收視率2.3%、收視佔有率22.6%的超高紀錄。
完結篇公開之後，各大動畫雜誌紛紛刊載「特集」報導，甚至擱置其他「普通的動畫」，連同一些以往「與動畫無關的雜誌」在內為《魔法少女小圓》加印評論專刊。
此外，本作在6月18日NICONICO的網路首播中吸引了約100萬人同時收看，締造網路播映動畫的最高收視紀錄，遠超次高紀錄《幸運☆星》的57萬人。
| 學術界 本作的LOGO、劇名格式以及人物圖像被使用於東京大學理學部五月祭（校慶）、校園冰雕與社團作品中。劇中情節進入明治大學日語課程的教材。2013年9月2日的日本內容文化史學會（コンテンツ文化史学会）第2回例會有國際基督教大學、東京大學的學者發表相關論文。2013年9月8日的愛知國際女性影展當日連續播映《劇場版 魔法少女小圓》［前篇］與［後篇］並舉行「小圓大討論會 魔法少女可以拯救世界嗎？」大學教授講座活動（日语：まどか☆マギカ大討論会 魔法少女は世界を救うか？）。2015年春季，日本東海大學文學部為《魔法少女小圓》開設一學期15堂的課程，詳細講授電視動畫全12話的文學意義。 | 政治/媒體界 芬蘭駐日大使館於4月27日發表日文、芬蘭文及芬蘭語錄音檔並列的Twitter文章介紹本作名言「跟我訂下契約，成為魔法少女吧！」。翌年角逐2012年東京都知事選舉的宇都宮健兒陣營推出助選員cosplay本作主要角色，偕同候選人掃街拜票，此外第46屆日本眾議院議員總選舉的石川縣選區也出現一張投給本作主角鹿目圓的選票。在日本政府與動畫廠商於2014年7月發起的動漫守護者行動（Manga Anime Guardians Project）宣傳片中安排世界名角以日語道謝，本作主角鹿目圓在片尾壓軸登場且時間最長（約8秒）。2018年8月TBS電視台主播宇垣美里特別cosplay裝扮成鹿目圓，進行Comike94現場採訪活動。 | 主流文化界 本作劇中的「被麻美了」情節被收入《現代用語的基礎知識2012版》成為日本現代用語。「跟我訂下契約，成為○○吧！」（僕と契約して、○○になってよ！）則獲得網路流行語大賞銅賞。時尚雜誌《》2013年1月號製作「打扮成《魔法少女小圓》5名主角的cosplay專題教學」。商管雜誌《日經商業》2013年2月號在專題報導「現在，需要知道的教養」表列本作為「年青人應該要認識的作品」之一，並建議以神話學角度向外國人介紹代表日本文化的《魔法少女小圓》。時尚雜誌《smart》2013年9月號製作「装扮！魔法少女小圆」特辑報導，刊載當紅偶像松井玲奈（SKE48）與生驹里奈（乃木坂46）等人cosplay《魔法少女小圆》主角的照片。 | 體育/藝能界 日本國腳藤田俊哉在退役賽後的送別會中安排國立霞丘陸上競技場的巨型螢幕播放本作片頭曲《Connect》，藤田並引用本作的名句「已經沒什麼好害怕了」（もう何も恐くない）向現場球迷致意。知名藝人DAIGO與北川景子夫婦在2017年購入全3部《劇場版 魔法少女小圓》觀賞後感動落淚，DAIGO發文稱「感受到了壯烈的愛」、「妻子似乎想成為曉美焰的樣子」。基於許多雜誌報導統計，《魔法少女小圓》應是有史以來最多藝人表態喜愛的日本深夜動畫作品 |

評論家宇野常寬總結2011年的轟動時說「動畫迷喜歡這樣高水準的作品可以理解，但《魔法少女小圓》的熱潮還擴散到平時不看動畫的人群中，這也是這部作品的特點之一。」。日本「2011年Google搜尋排名」動畫類關鍵字第1名亦為「魔法少女小圓」。2012年日語維基百科全年度「最多人查詢的條目」統計（魔法少女小圓）排名第37，超越新聞事件注目的「尖閣諸島（釣魚台列嶼）」（第49名）。2013年秋季為止，《魔法少女小圓》已是「2ch」開版14年以來討論最熱烈的ACG作品，也是唯一2度被日本碳酸飲料第一品牌「三矢汽水」選為瓶身設計圖案的作品。
更多首播後現象見各主角條目。

## 知識性
《魔法少女小圓》宣傳之初標榜為「治癒系」動畫，但播出3星期就被稱為「致鬱系」作品。由於畫面信息量龐大且運用獨創字體（魔女文字；Madoka runes），網路出現許多密码分析考據。比如第1話開場圖可解出德文，即《浮士德》的首篇標題。
續作《［新篇］叛逆的物語》仍沿用了隱喻作風，並納入了更多文本與符號，形成一套哲學·心理學分析。

### 學術解讀
「魔法少女小圓研究」遍及學術論文、大學課堂與學術研討會，涵蓋美學、文學、語言學、神話學、文化史等學問分野，並曾與諾貝爾獎研究一同編入英語教科書。更多解讀見#延伸閱讀。
精神分析
筑波大學醫學院教授、精神科醫師齋藤環研究發現本作以「感情的貨幣化」貫穿劇理，劇中的「魔法」導致語言的實體化（實現願望）及靈魂的實體化（靈魂寶石），身體脫離連接造成主體的外部化，象徵著契約遏止人的人化（成熟化）。全作的重要啟示在於「魔法少女」等同雅各·拉岡精神分析下的「精神病」（psychose extraordinaire）。
文學、戲劇理論
本作曾被編劇追認為「《猴爪》風格的恐怖故事」，也曾登上若干「最佳恐怖動畫」推薦榜。文學批評家山川賢一研究發現《魔法少女小圓》承襲1990年代日本恐怖片的敘事流派，結合《回路 (電影)》、《咒怨》、《七夜怪談》所運用的要素，推動角色深陷非人化的常理世界，完成一齣「魔法少女」等同「喪屍」、「成熟」與「非人化」的文本顛覆。
卡迪夫大學的巴特勒（Catherine Butler）研究發現《魔法少女小圓》作為一部複雜的作品，有效動搖了傳統觀念對預期觀眾、觀眾品味與觀賞能力的信仰，觀眾年齡與性別的分類不再有效，連帶挑戰兒童文學與敘事學、接收理論的傳統關係。出身喬治梅森大學的布魯（Jed A. Blue）發現本作在短短的12話中有效結合佛教信仰、紙劇場、沃普爾吉斯之夜和大眾藝術的內含及手法，成功探索了希望、绝望、宇宙/個人命運等一系列主題，展示一齣魔法少女主演的《浮士德》。
天文學
美國人安德魯·賈卡（Andrew Jaqua）於2013年2月在Change.org發起全球請願連署活動，要求國際天文學聯合會將十分貌似「鹿目圓神化」的NGC 6357星雲之一部分更名為「圓神星雲」（Madokami Nebula），希望藉此「將圓神自我犧牲的精神發揚光大」。
美國天文學家羅伊·塔克（Roy A. Tucker）於2017年10月決定依本作片尾曲的製作組合名稱，將編號40775的小行星命名為「Kalafina星」，編號40248的小行星命名為「梶浦由記星」。
女性主義
猶他大學的S.F. Shen提出本作「魔法少女」是一種女性賦權的形式、女性主體面向自己的替代語言，在這持續探究群己關係的過程中形成對男性秩序的挑戰。

### 風格與象徵
哲學、宗教、時間穿越
加拿大Glass Reflection影評網推崇本作的解構主義「兇殘地解構魔法少女題材的各方面」、「用萌系人物捏造貌似溫馨的魔法少女故事；兇殘地撕破你的預期」。日本東京都議員田中健主張本作「不是一部兒童向作品」，並引申了「政治人物必然作惡」的哲學命題。本作劇中的道德難題，則被香港民間媒體「柏楊大學」以康德哲學的「先驗感性論」、「物自體」知識論研究解析。
作家布魯（Jed A. Blue）以佛教觀點的「圓世音」（Madokanon）定義神化的鹿目圓與全劇的因果觀。完結之初，許多西方評析也強調了基督教隱喻，比如鹿目圓神化的歷程，可以解釋何謂「全知 全能 全善」及神創論的合理性。
本作並未就時間旅行給出詳盡設定。山川賢一分析指，本作依據「宿命論」與「希望和絕望的平衡相抵等於零」這兩大法則構築世界觀，時間穿越只是宿命論的道具。
創作技巧
編劇虛淵玄自述，本作若將「女性」主角改為「講粵語的男性」，就是一部吳宇森的香港電影。
作家前田久分析，本作大致是以宿命論和細膩的伏筆交互編織而成。包括主要角色慘死（猝不及防的最惡事態）所帶來的衝擊等，故事將南轅北轍的諸角色冶於一爐，完成了一場成功的演出。其「從不辜負觀眾的劇情發展，進退得宜、鬼斧神工的劇情揭露方式」尤其為人稱道。作家山本弘認為，由於使用科幻定義「對異常恐懼的逃離」、「幻想」與「無法思考」等劇中情節，導致本作的科幻要素比例比「魔法」更多。從「依據具體條件/理由成為魔法少女」、使用槍械、身陷戰死的風險、被契約禁錮、以戰鬥做為解決手段、理論上的奇蹟、不過度情緒化等特點總結，本作可謂一部持執「科幻」及「理性」要素的「新型魔法少女動畫」作品。
被譽為「巨匠」的漫畫家小池一夫在2011年8月21日的NICONICO直播節目宣布本作為「年度最具衝擊性角色」的動畫作品，劇中有關「角色設定，決定性事件的發生」、「無法理解事件的來龍去脈、謎題相互呼應直至結局」的刻劃，僅僅是寫成劇本或製成漫畫都是難以表現出來的，小池自述「我無法在漫畫中置入如此規模的世界觀，有種輸掉的感覺。」
精神科醫師齋藤環與評論家宇野常寬認為，本作集世界系、大逃殺、空氣系、百合與輪迴要素於一身，可謂2000年代次文化流行要素之大成，而「《魔法少女小圓》正是從商業主義中誕生出的多樣化的象徵」。
社會意義
京都大學教授、第2次安倍內閣諮詢委員藤井聰認為本作可謂「擺脫戰後」的故事，劇中的死循環如同走入經濟起落死胡同的戰後日本史。首都大學東京教授宮台真司認為本作使深夜動畫擴大了社會影響，走出既有的小圈子觀眾。香港《新報》副刊評論指本作因反映日本社會的「歷史循環論」史觀而彰顯重要性。TV Tropes的「命定悖論」分析與之同理。
好萊塢藝人拉森·克羅（Lathan Crowe）形容本作為「共和黨統治下的女性生活」。香港獨立媒體的分析文章指《魔法少女小圓》的故事巧合影射日本的危險核電系統，同一時期，另有福島第一核電廠事故核污染區的應徵者稱「這是有輻射線致死風險的工作，但我已經看完《魔法少女小圓》的結局，沒有牽掛了」。

## 其他動向

### 外部作品的影響
導演本廣克行觀賞本作後，決定起用虛淵玄擔任電視動畫《PSYCHO-PASS》的編劇。東映製作人武部直美基於對《劇場版 魔法少女小圓》的深刻印象，也決定起用虛淵撰寫假面騎士系列新作《假面騎士鎧武》的劇本。
此外，電台廣播節目《おぎやはぎのメガネびいき》因播出《魔法少女小圓》特輯節目，達成18年來首次全國收聽率第一的成績。
西班牙導演Carlos Vermut受訪時稱：「在我的《通往黑暗的瞬間》一片中，身患白血病的少女；一件價格不菲的魔法少女套裝，引發了一連串悲劇。這樣的設定就是參考了《魔法少女小圓》」。
在美國HBO電視劇《Euphoria (2019年電視劇)》第2集中，劇中角色Jules將他最喜歡的動畫《魔法少女小圓》推薦給主角觀賞。

### 海內外活動
日本
2012年2月開始，官方「魔法少女小圓展」在名古屋、大阪、仙台、福岡等地巡迴開展。劇中知名景點、重要情節皆被還原。11月19日仙台展覽會場關閉。11月30日福岡會場宣佈加長展期。
2013年3月2日，明治大學米澤嘉博紀念圖書館2樓舉辦「魔法少女小圓等身大原動畫展」，展期共5天。
2013年春季，已持續一整年的「魔法少女小圓展」在千葉、廣島等地繼續巡迴開展。
2014年3月，日本最大的動畫展AnimeJapan舉辦「動畫半世紀劇場」大型上映活動，《魔法少女小圓》以「2010年代的代表性動畫」之一名列其中。
2015年11月27日開始，SHAFT公司設立40周年紀念活動《MADOGATARI展》陸續於東京、大阪、札幌開展。本作與《物語系列》並列為展出作品的2大主題，展覽名稱就是這2部動畫的合體。
臺灣地區
日本首播期間，ACG網站龍頭巴哈姆特電玩資訊站的「魔法少女MADOKA☆MAGIKA」哈拉版在第3話播放後人氣排行從40幾名一路飆高，此后高踞「動漫」類排行的第2或第3名直至東日本大震災後暫時停播，並在結局開播的數日間排行第1名。同時，主流網路論壇批踢踢的ACG專版「C_Chat」每逢播放日開始的連續4天湧現日均220篇發文，總計在長達4個多月的播放期間，C_Chat實質成為《魔法少女小圓》單一作品的專版。在4月22日凌晨結局開播前後，更令C_Chat版人氣飆上批踢踢全站第2名（僅次於Gossiping八卦版）。。劇中名言、情節與主要角色丘比（QB）的形象與名言迅速成為網路文化流行元素。此數日間，臺灣區Google熱門關鍵字的第1名也是「魔法少女小圓」。
首播之後，木棉花國際於2011年11月宣佈代理《魔法少女小圓》動畫中文版，並發行藍光光碟（BD）、DVD共2種版本，成為臺灣代理日本電視動畫發行BD版本的首例。日商Good Smile Company於2011年12月18日在台北市K Mall5樓開設「Good Smile Cafe x 鐵人計畫主題咖啡館」首座海外分店，第一個主題作品就是《魔法少女小圓》。餐廳主題於2013年1月1日變更為《劇場版 魔法少女小圓》，是實質上的同一作品2度被選為主題的首例。2013年9月初全家便利商店引進5月28日在日本發售的第1彈「Asahi 三矢蘇打汽水飲料」限定罐，僅1星期即全台售罄，10月16日續引進第2彈限定罐。
歐美地區
本作引進北美後，附帶小冊子的配音版DVD即使漲價2倍仍被搶購一空。華納兄弟娛樂公司於2013年8月贈送導演葛雷摩·戴托羅2套《劇場版 魔法少女小圓》前後篇藍光光碟（BD），戴托羅猜測「好萊塢將可能拍攝真人版電影」的發言引起各方關切。儘管劇中主角曉美焰曾盜取駐日美軍諸多軍械，但仍有美軍表態支持曉美焰。一名佛羅里達州出身的退役美國海軍陸戰隊隊員buckybean（ばっきぃびーん）於2014年在Twitter公開自己穿著COSPA曉美焰T恤的照片。在2016年，本作進入南卡羅來納大學的「女性主義」、「美學理論」教材內容。
本作在義大利國營電視台播出後，BD、DVD銷售量就來到Amazon.com綜合排名第一。動漫出版商Dynit得到授權，製作動畫的義大利語譯本，2011年9月開始在POPCORNTV上播送字幕版動畫。隨後（10月）讓觀眾們自己選擇配音員，製作義大利語配音版本。2013年法國巴黎日本博覽會現場販賣本作主題Ultrabook並宣佈劇場版［新篇］將法國上映，讓現場響起了多次歡呼。
韓國與中國大陸
本作在2011年度的「韓國Google動漫搜尋排行榜」排名第一，2012年進佔韓國有線電視頻道收視率全節目第一。中國微博於2011年6月流傳「日本動畫劇本家虛淵玄被廣東省教育廳調查」（因本作内容与该年广东省高考作文题“回到原点”有共通点）的新華社新聞稿，事後證明只是惡作劇。中國浙江大學副教授侯启明因予運用本作形象元素贏得2012年10月第21屆國際C語言混亂代碼大賽（IOCCC）「最有用混亂代碼獎」。《南方都市报》2012年11月19日报道广州一名11岁的女孩因为观看了某盜版《魔法少女小圓》光碟中包含的成人电影受到刺激，許多「知情者」反而吐槽「正版的內容才會造成心靈創傷」。

## 延伸閱讀
- Shen, Lien Fan. . Heroines of Film and Television. 2014-04-04: 177–187.
- Saito, Kumiko. . The Journal of Asian Studies. 2014, 73: 143–164.
- Howard, Christopher. . Science Fiction Film and Television. December 2014, 7.
- A. Blue, Jed. . Kobo Inc. March 2015  [2019-04-21]. （原始内容存档于2021-03-14）.
- Verret, Rachael. . The Mary Sue. 2015-06-10  [2019-04-21]. （原始内容存档于2020-11-08）.
- Greenwood, Forrest. . Mechademia. November 2015, 10: 195–207. ISSN 1934-2489. doi:10.5749/mech.10.2015.0195.
- Cleto, Sara; Bahl, Erin. . Humanities. 2016-04-06, 5 (2): 20. doi:10.3390/h5020020 .
- Jensen, Paul. . Anime News Network. 2016-12-16  [2019-04-21]. （原始内容存档于2020-08-06）.
- Vincent, Brittany. . Otaku USA. 2017-01-14  [2019-04-21]. （原始内容存档于2020-12-02）.
- Casas, Darlene. . The Daily Titan. 2017-05-09  [2019-04-21]. （原始内容存档于2020-08-06）.
- Butler, Catherine. . Children's Literature in Education. 2018-03-15. doi:10.1007/s10583-018-9355-9 .
- 山川賢一（著），《成熟という檻 『魔法少女まどか☆マギカ』論》。東京都：キネマ旬報社（2011/8/19）。
- 志水義夫（著），《魔法少女まどか☆マギカ講義録―メディア文藝への招待― 》。東京都：新典社 (2017/9/29)。

## 外部連結
- （日語） 電視動畫官方網站 （页面存档备份，存于）
- （日語） MBS官方網站 （页面存档备份，存于）
- （日語） 魔法少女小圓的X（前Twitter）
- （日語） 劇場版 魔法少女小圓 ［前篇］／［後篇］ 官方網頁 （页面存档备份，存于）
- （日語） 劇場版 魔法少女小圓 ［新篇］叛逆的物語 官方網頁 （页面存档备份，存于）
- （日語） 10周年紀念網站 （页面存档备份，存于）